# Kot Prot Gwiazdkę urządzi w lot
Kot Prot Gwiazdkę urządzi w lot (ang. Cat in the Hat Knows a Lot About Christmas) – brytyjsko-amerykański film animowany z 2012 roku w reżyserii Tony’ego Collingwooda i Steve'a Neilsona oraz powstały na podstawie serialu animowanego Kot Prot na wszystko odpowie w lot.
Światowa premiera filmu miała miejsce 21 listopada 2012 roku. W Polsce premiera filmu odbyła się 7 grudnia 2013 roku na antenie MiniMini+.

## Opis fabuły
Dwójka przyjaciół: dzieci w wieku przedszkolnym o imionach Hania i Jaś znajdują małego renifera Ralfa, który zabłądził i musi dotrzeć do domu przed Gwiazdką. Przyjaciele postanawiają pomóc małemu reniferowi. Razem z kotem Protem wyruszają do zamieszkiwanej przez renifery Lodowej Krainy Ciarktyki. W podróży towarzyszą im: rodzina słoni, delfiny i gruboskórne kraby. Kot Prot musi znaleźć sposób, aby odwieźć renifera Ralfa z powrotem do domu na czas.

## Wersja polska
Wersja polska: na zlecenie MiniMini+ – Master Film

Reżyseria: Agata Gawrońska-Bauman

Dialogi: Kaja Sikorska

Dźwięk: Elżbieta Mikuś

Montaż: Jan Graboś

Kierownictwo produkcji: Romuald Cieślak

Teksty piosenek i rymowanek: Janusz Onufrowicz

Opracowanie muzyczne: Piotr Gogol

Wystąpili:
- Jacek Bończyk – Kot Prot
- Julia Siechowicz – Hania
- Maciej Falana – Jaś
- Agnieszka Mrozińska – Ralf

oraz:
- Maciej Tomaszewski
- Klaudiusz Kaufmann – Rybka
- Grzegorz Drojewski – Dwójka
- Adam Pluciński – Jedynka
- Wojciech Machnicki – krab Marvin
- Małgorzata Szymańska – myszka Fifi
- Olga Omeljaniec – mama Jasia
- Izabella Bukowska – mama Hani
- Adam Bauman – renifer, tata Ralfa
- Agata Gawrońska – renifer, mama Ralfa
- Michał Podsiadło – tata Hani
- Adam Krylik – tata Jasia
- Anna Apostolakis – delfinica Daphne
- Anna Sroka-Hryń – słonica Emma
- Anna Gajewska – słonica Beza

W pozostałych rolach:
- Katarzyna Łaska – słonica Ewunia
- Rafał Fudalej – delfin Filip
- Magdalena Wasylik – delfinica Figa
- Krzysztof Szczerbiński – wąż

i inni
Lektor: Janusz Szydłowski